# Crazy Taxi
Crazy Taxi este un joc video arcade dezvoltat de Sega AM3 și publicat de Sega. Lansat inițial în 1999, jocul a devenit rapid popular datorită gameplay-ului său inovativ și a stilului său unic. Jocul a fost portat ulterior pe diverse platforme, inclusiv Dreamcast, PlayStation 2, GameCube și PC, și a avut mai multe continuări și spin-off-uri.

## Gameplay
Crazy Taxi este un joc de acțiune și curse în care jucătorii preiau controlul unui șofer de taxi nebun într-un oraș fictiv. Obiectivul principal este de a transporta pasagerii la destinațiile dorite cât mai repede posibil, în timp ce efectuezi cascadorii spectaculoase și eviți traficul intens. Jocul se desfășoară într-un mediu open-world, permițând jucătorilor să aleagă propriile rute și să exploreze orașul.

### Mecanicile de Joc
1. Timpul Limitat: Jucătorii încep cu un anumit timp pe ceas, care scade constant. Timpul suplimentar poate fi câștigat prin preluarea și livrarea pasagerilor.
2. Pasageri și Destinații: Pasagerii sunt dispersați prin tot orașul și sunt marcați prin culori, indicând dificultatea cursei. Odată ce un pasager este preluat, o săgeată indică direcția generală a destinației.
3. Cascadorii și Bonusuri: Realizarea de cascadorii precum salturi, drifting și evitarea traficului conferă jucătorului puncte bonus și timp suplimentar.

### Personaje
Crazy Taxi include patru șoferi de taxi, fiecare cu propriul lor vehicul și stil de condus unic:
1. Axel: Tânăr și rebel, Axel conduce un taxi sportiv galben.
2. BD Joe: Un tip amuzant și exuberant, BD Joe conduce un taxi verde.
3. Gena: O femeie puternică și independentă, Gena conduce un taxi roz.
4. Gus: Un veteran cu experiență, Gus conduce un taxi clasic albastru.

## Orașul și Mediul
Orașul din Crazy Taxi este inspirat de orașele mari din Statele Unite, în special San Francisco și Los Angeles. Include străzi abrupte, parcuri, piețe, centre comerciale și alte repere urbane. Mediul este vibrant și animat, cu mulți pietoni și vehicule pe străzi.

## Sunet și Muzică
Crazy Taxi este cunoscut și pentru coloana sonoră dinamică, care include piese de la formații celebre de punk rock precum The Offspring și Bad Religion. Sunetul ambiental, inclusiv zgomotele traficului și reacțiile pasagerilor, adaugă un plus de imersiune în joc.

## Portări și Remake-uri
După succesul arcade, Crazy Taxi a fost portat pe mai multe console, inclusiv Sega Dreamcast, PlayStation 2, GameCube și Xbox. De asemenea, a fost lansat și pe PC și diverse platforme mobile. Fiecare versiune a păstrat esența jocului original, deși unele au adăugat funcționalități și moduri noi de joc.

## Primire și Impact
Crazy Taxi a fost bine primit atât de critici, cât și de jucători. A fost lăudat pentru gameplay-ul său inovativ, grafica atractivă și muzica energică. Succesul jocului a condus la lansarea unor continuări și la influențarea altor jocuri video din genul de curse arcade.

### Premiile și Recunoașterea
Crazy Taxi a primit numeroase premii și recunoașteri pentru designul său inovator și gameplay-ul captivant. A fost apreciat pentru grafica sa vibrantă, muzica energică și mecanicile de joc adictive. Criticii și jucătorii au lăudat libertatea oferită de joc și provocările constante pe care le oferă.

## Continuări și Spin-Off-uri
1. Crazy Taxi 2: Lansat în 2001 pentru Dreamcast, a introdus noi orașe și șoferi, precum și capacitatea de a prelua mai mulți pasageri simultan.
2. Crazy Taxi 3: High Roller: Lansat în 2002 pentru Xbox, a adăugat noi locații și moduri de joc.
3. Crazy Taxi: Catch a Ride: Versiunea portabilă pentru Game Boy Advance, lansată în 2003.
4. Crazy Taxi: Fare Wars: O versiune pentru PlayStation Portable, lansată în 2007, care includea moduri multiplayer.

## Adaptări și Referințe în Cultură
Crazy Taxi a avut un impact semnificativ asupra culturii pop și a fost referit în diverse media. De exemplu, jocul a fost parodiat în emisiuni de televiziune și a inspirat alte jocuri video cu tematică similară. De asemenea, a existat o versiune mobilă adaptată pentru dispozitive moderne, menținând astfel relevanța jocului în timp.

## Moștenire
Crazy Taxi rămâne un clasic al jocurilor video arcade, apreciat pentru originalitatea și divertismentul oferit. Jocul a influențat multe alte titluri din industrie și a continuat să fie jucat și apreciat de fanii săi la mulți ani după lansarea inițială. Moștenirea sa continuă să fie celebrată prin re-lansări și adaptări pentru platformele moderne.
Acest titlu este mai mult decât un simplu joc video; este o parte importantă a istoriei jocurilor arcade și a culturii pop. Prin combinația sa de gameplay rapid, personaje memorabile și o coloană sonoră emblematică, Crazy Taxi a reușit să lase o amprentă durabilă asupra industriei de divertisment digital.